# Monilophyta
Monilophyta is de clade die alle varens en varenachtige planten omvat. Tot die laatsten worden onder andere de paardenstaarten (Equisetaceae) en de primitieve varenfamilies Psilotaceae en Marattiaceae gerekend.
De clade wordt door sommige auteurs de rang van stam toegekend. In het PPG I-systeem van de Pteridophyte Phylogeny Group (PPG) wordt de naam Monilophyta niet meer gebruikt, maar als klasse Polypodiopsida opgevat.
De Monilophyta zijn oorspronkelijk beschreven door Kenrick en Crane in 1997 als onderstam Moniloformopses, maar in 2004 door Pryer et al. hernoemd naar Monilophyta.

## Naamgeving enetymologie
De botanische naam Monilophyta is, net als de oorspronkelijke naam Moniloformopses, afgeleid van moniliform of parelsnoervormig, naar de vorm van de protoxyleemlobben in de stengel.

## Kenmerken
Monilophyta zijn planten zonder bloemen die zich verspreiden door middel van sporen, wat ze gemeen hebben met de Lycophyta (wolfsklauwen).
Genetisch is de groep gekenmerkt door een insertie van 9 nucleotiden in het plastide-gen RPS4. Aangezien de groep pas onlangs gedefinieerd is, zijn de specifieke morfologische kenmerken nog niet volledig vastgelegd. De algemeen geaccepteerde morfologische kenmerken die de Monilophyta onderscheiden van andere plantengroepen, zijn:
- Mesarch protoxyleem (de eerst gevormde cellen liggen centraal, het weefsel groeit van daar uit zowel naar de binnenzijde als naar de buitenzijde van de stengel). Hierdoor ontstaan de parelsnoervormige protoxyleem-lobben in de stengel, het kenmerk dat de groep zijn naam gaf;
- Een pseudoendospore;
- Een plasmodiaal tapetum;
- Wortelharen die ontstaan in de endodermis van de hoofdwortel;
- Spermacellen met 30 tot 1000 flagellen;

## Fylogenieentaxonomie
Volgens de classificatie van Smith et al. (2006), gebaseerd op DNA-onderzoeken op verschillende genen van deze planten, zijn de Monilophyta de zustergroep van de Spermatophyta (zaadplanten), en vormen beide samen een nieuwe clade Euphyllophyta, die op zijn beurt een zustergroep is van de Lycophyta, waaronder de wolfsklauwen vallen. In tegenstelling tot wat op basis van de morfologie zou verwacht worden, zijn varens en paardenstaarten dus nauwer verwant aan de zaadplanten (beide hebben een gemeenschappelijke voorouder) dan aan de wolfsklauwen.
| - Embryophyta (landplanten) - Stam Marchantiophyta (Stotler & Crandall-Stotler 1977) (→ mossen s.l., bryofyten) - - Stam Bryophyta (Schimper 1836) (→ mossen s.l., bryofyten) - - Stam Anthocerotophyta (Stotler & Crandall-Stotler 1977) (→ mossen s.l., bryofyten) - Tracheophyta, (vaatplanten) - † Horneophyton (→ Rhyniophyta) - - † Aglaophyton (→ Rhyniophyta) - - † Rhyniales (→ Rhyniophyta) - - - † Stam Zosterophyllophyta (Banks 1975) - Stam Lycopodophyta (Cronquist & al. 1966) - Euphyllophyta (Kenrick & Crane 1997) - † Stam Trimerophytophyta (Banks 1975) - - Cladoxylidopsida - - Coenopteridopsida - - Stam Pteridophyta (Schimper 1879), Monilophyta , varens - Psilotopsida - Ophioglossales - Psilotales - - - Equisetopsida - Marattiopsida - Polypodiopsida (leptosporangiate varens) - Lignophyta - † Aneurophytales (→ Progymnospermophyta) - - - † Protopityales (→ Progymnospermophyta) - † Archaeopteridales (→ Progymnospermophyta) - Spermatophyta, zaadplanten |
| (→ behoort tot de ...) wordt ook gerekend tot een polyfyletische groep |

De clade omvat nog volgens Smith et al. vier klassen, waarvan drie klassen van varenachtigen met slechts één of twee families. De paardenstaartfamilie (Equisetaceae) worden hier bij gerekend, en blijken nauwer verwant aan de 'echte' varens dan bijvoorbeeld de addertong en de maanvaren (Ophioglossaceae).
De stamboom van de Monilophyta zou er als volgt kunnen uitzien:
| - Lignophyta - Monilophyta, varens (Pteridophyta (Schimper 1879)) - Psilotopsida - Ophioglossales - Ophioglossaceae (Addertongfamilie) - Psilotales - Psilotaceae - - Equisetopsida - Equisetales - Equisetaceae (Paardenstaartenfamilie) - Marattiopsida - Marattiales - Marattiaceae - Polypodiopsida (leptosporangiate varens) - Osmundales - Osmundaceae (Koningsvarenfamilie - - Hymenophyllales - Hymenophyllaceae (Vliesvarenfamilie) - Gleicheniales - Gleicheniaceae - - Dipteridaceae - Matoniaceae - - Schizaeales - Lygodiaceae - - Anemiaceae - Schizaeaceae - - Salviniales - Marsileaceae (Pilvarenfamilie) - Salviniaceae (Vlotvarenfamilie) - - Cyatheales - Thyrsopteridaceae - - Loxomataceae - - Culcitaceae - Plagiogyriaceae - - Cibotiaceae - Cyatheaceae - Dicksoniaceae - Metaxyaceae - Polypodiales - - Saccolomataceae - Cystodiaceae - Lonchitidaceae - Lindsaeaceae - - Pteridaceae (Lintvarenfamilie) - - Dennstaedtiaceae (Adelaarsvarenfamilie) - - 'eupolypods II' - Diplaziopsidaceae - - Cystopteridaceae - - - Aspleniaceae (Streepvarenfamilie) - Hemidictyaceae - - Thelypteridaceae (Moerasvarenfamilie) - Rhachidosoraceae - - Woodsiaceae - - Athyriaceae (Wijfjesvarenfamilie) - - Onocleaceae (Bolletjesvarenfamilie) - Blechnaceae (Dubbellooffamilie) - 'eupolypods I' - - Hypodematiaceae - - Dryopteridaceae (Niervarenfamilie) - - Lomariopsidaceae - - Nephrolepidaceae - - Tectariaceae - - Oleandraceae - - Davalliaceae - Polypodiaceae (Eikvarenfamilie) |